# Oliver Provstgaard
Oliver Provstgaard Nielsen (født 4. juni 2003) er en dansk professionel fodboldspiller, der spiller som midterforsvarer for den italienske klub S.S. Lazio.

## Karriere
Provstgaard kom til Vejle Boldklub som U13-spiller fra Bredballe IF. Han spillede sig op gennem ungdomsrækkerne hos Vejle. Provstgaard blev for første gang udtaget til Vejles førstehold, da han den 7. oktober 2020 var med i truppen til en DBU-kamp mod Hobro IK . Provstgaard måtte dog se hele kampen fra indskifterbænken. To måneder senere pådrog Provstgaard sig en alvorlig knæskade i en U-19-kamp, der krævede operation og 8 måneders pause.

### Lazio
Den 3. februar 2025, skrev Provstgaard under med Serie A klubben S.S. Lazio.

## Eksterne links
- Oliver Provstgaard profil på Soccerway